# Carpe Tenebrum
Carpe Tenebrum bio je norveški projekt melodičnog black metala. 

## O sastavu
Osnovan je 1995. godine. Bio je samostalni projekt Jamieja Stinsona, ali je u projektu svirao i Stian Arnesen iz skupine Dimmu Borgir. Godine 1997. objavljen je prvi studijski album Majestic Nothingness, a 1999. drugi album Mirrored Hate Painting. Na posljednjem albumu pojavljuju se elementi death metala. Nakon objave albuma Dreaded Chaotic Reign projekt je prestao objavljivati uratke i nije poznato je li još aktivan.

## Diskografija
Studijski albumi
- Majestic Nothingness (1997.)
- Mirrored Hate Painting (1999.)
- Dreaded Chaotic Reign (2002.)

## Članovi sastava
Posljednji postava
- Jamie "Astennu" Stinson – vokal, gitara, bas-gitara, bubnjevi, klavijature (1997. – ?)

Bivši članovi
- Stian "Nagash" Arnesen – vokal (1997. – 1999.)